# Марта Стобба
Марта Стобба (пол. Marta Stobba; нар. 15 травня 1986, Гданськ, Польща) — польська футболістка, півзахисниця. Виступала за національну збірну Польщі.

## Клубна кар'єра
Розпочала футбольну кар'єру в ЛСЗ (Осоліно). Потім перейшла до «Чарні» (Сосновець), де розпочала професіональну кар’єру 2001 року. З сосновицьким клубом виграла свій перший клубний трофей, кубок Польщі 2003. П'ять років по тому перейшла до іншого клубу Екстраліги «Гол» (Ченстохова). За два сезони у вище вказаному клубі відзначилася 12-ма голами в 31-му матчі. У сезоні 2008/09 років перейшла до найтитулованішого клубу чемпіонату Польщі «Унія» (Ратибор). В «Унії» за три сезони стала найкращою гравчинею і виграла п’ять титулів, а наприкінці сезону 2008/09 років – національний кубок. Протягом наступних двох сезонів допомогла своєму клубу виграти золотий дубль, в кожному з яких відзначалася по 8 голів. У червні 2011 року переїхала до Німеччини, щоб приєднатися до клубу другого дивізіону «Клоппенбург», з яким у 2013 році вийшла до Бундесліги як переможець зони «Північ». У Бундеслізі дебютувала за «Клоппенбург» 8 вересня 2013 року у виїзному (3:3) поєдинку 1-го туру проти «Ессена». На даний час тренує «Бетенс».

## Кар'єра в збірній
Вперше за молодіжну збірну Польщі (WU-18) дебютувала 21 квітня 2002 року у віці 16 років. За три роки зіграла в 23 матчах та відзначилася 6-ма голами за збірну (WU-18). З 2003 року захищає кольори за національну збірну Польщі. Дебютувала 13 вересня 2003 року в програному (0:10) матчі кваліфікації чемпіонату Європи 2005 року проти Ісландії. Брала участь у чемпіонаті світу 2007 року та чемпіонаті Європи 2009 року.

## Досягнення
«Чарні» (Сосновець)
- Кубок Польщі
  -  Володар (1): 2003

«Унія» (Ратибор)
- Екстраліга
  -  Чемпіон (3): 2009, 2010, 2011

- Кубок Польщі
  -  Володар (2): 2010, 2011